# Code division multiple access

Code division multiple access (CDMA) ou accès multiple par répartition en code (AMRC), est un système de codage des transmissions, utilisant la technique d'étalement de spectre. Il permet à plusieurs liaisons numériques d'utiliser simultanément la même fréquence porteuse.
Le principe est l'utilisation simultanée de plusieurs codes.
Ce système était utilisé dans certains réseaux de téléphonie mobile dans le segment d'accès radio, par plus de 275 opérateurs dans le monde surtout en Asie et en Amérique du Nord. Il est aussi utilisé dans les télécommunications spatiales, militaires essentiellement, et dans les systèmes de navigation par satellites comme le GPS, GLONASS et Galileo.
Dans le domaine des services mobiles, les normes CDMAOne et CDMA2000 utilisent le CDMA. CDMA2000 permet aux opérateurs de proposer à leurs abonnés notamment des services d'accès à Internet à haut débit via la norme Evolution-Data Optimized (EV-DO). À la fin de 2007, avec 3,1 milliards d'abonnés à l'échelle mondiale (contre seulement 431 millions d'abonnés utilisant une norme à base de CDMA), la norme concurrente GSM est dominante sur le marché des services de base 2G/2.5G.

## Utilisation commerciale
CDMA-2000 (Code Division Multiple Access) est une évolution du système CDMAOne (IS-95) utilisé aux États-Unis d'Amérique. Il permet des débits allant théoriquement jusqu'à 2 Mbit/s.
Le standard CDMA-2000 est fondé sur l'interface radio CDMA développé à l'origine par l'armée Américaine et par Qualcomm.
 
CDMA-2000 est développé par le 3GPP2 (3rd Generation Partnership Project #2) qui regroupe la TIA en Amérique, L'ARIB, le CWTS et TTA en Asie Pacifique et le forum international TTC.

L'ETSI européen ainsi que le T1P1 américain n'en font pas partie et se concentrent uniquement sur les normes UMTS et LTE.
Le CDMA-2000 est un standard américain TIA (Telecommunications Industry Association) sous la référence IS-2000.
Selon le CDMA development Group, à la fin 2007, 275 opérateurs dans plus de 100 pays avaient déployé (ou étaient en train de déployer) des services de téléphonie mobile utilisant la technique CDMA dans les bandes de fréquences de 450, 700, 800, 1 700, 1 900 et 2 100 MHz. Les premiers services commerciaux CDMA sont apparus en 1996 et les premiers services CDMA 3G ont rapidement suivi (dès le début des années 2000). La migration de la 2G/2.5G à la 3G en CDMA ne présente pas de barrière économique aussi importante que pour le GSM (par exemple il n'a pas été nécessaire d'investir dans de nouvelles stations de base). Ayant réussi à rentrer dans la fenêtre de marché, la norme CDMA2000 était à la fin de 2007 dominante sur le marché des services mobiles 3G au niveau mondial (environ 70 % de part de marché selon le rapport Infonetics Research). Il y a environ 418 millions d'abonnés CDMA2000, dont plus de 90 millions d'utilisateurs EV-DO.
Nombre d'abonnés cdmaOne et CDMA2000 au 31 décembre 2007 :
- Total mondial : 431 100 000
- Région Asie - Pacifique : 210 800 000. Les grands opérateurs déployant la technologie CDMA2000/EV-DO comprennent notamment Au by KDDI, SK Telecom, Reliance Infocomm, China Unicom…
- Région Amérique du Nord : 137 500 000. Le nombre total d'abonnés aux services data mobiles[5] est évalué à 2 millions, dont 3 % (64 000) avec la technologie W-CDMA/HSDPA et 97 % (2 millions) avec la technologie CDMA2000/EV-DO. Les grands opérateurs déployant la technologie CDMA2000/EV-DO comprennent notamment Verizon, Sprint, Bell Canada, Telus…
- Région Caraïbe & Amérique Latine : 69 200 000
- Région Europe, Moyen-Orient & Afrique : 13 600 000

Chiffre d'affaires des opérateurs en 2007 avec les services CDMA2000/EV-DO au niveau mondial : 2,5 milliards de dollars 
- 47 % dans la région Asie-Pacifique
- 44 % en Amérique du Nord

Alors que le CDMA et CDMA-2000 étaient des systèmes de répartition en mode circuits, l'introduction du mode paquet et l'élargissement du spectre ont débouché sur le Wideband-CDMA (W-CDMA), couche physique du standard UMTS.

## Origines
C'est une actrice hollywoodienne, Hedy Lamarr, aidée de George Antheil, qui est à l'origine de ce système, en déposant un brevet en 1941. Ils proposaient cette technique pour que le guidage radio de torpilles ne puisse être intercepté par l'ennemi. Cependant, l'armée américaine a attendu que le brevet expire pour l'exploiter.
Qualcomm a été le premier à développer cette technologie. En 1993, elle est adoptée par la Telecommunication Industry Association. Plus tard elle est améliorée et affinée par Ericsson.

## Autres techniques de multiplexage
Pour la téléphonie mobile, deux autres techniques sont utilisables pour faire passer plusieurs canaux de communication sur la même fréquence porteuse : le multiplexage temporel (TDMA, pour Time Division Multiple Access, la commission générale de terminologie et de néologie propose le terme « accès multiple par répartition temporelle », abrégé en « AMRT »), le multiplexage en fréquence (FDMA, pour Frequency Division Multiple Access, la commission générale de terminologie et de néologie propose le terme accès multiple par répartition en fréquence, abrégé en « AMRF »).
La norme GSM n'utilise pas le CDMA, mais deux autres techniques (le GMSK et le TDMA).

## CDMA et étalement de spectre
Développé dans les années 1980 pour les communications par satellite, le CDMA consiste à « étaler le spectre » au moyen d'un code alloué à chaque communication. Le récepteur utilise ce même code pour démoduler le signal qu'il reçoit et extraire l'information utile. Le code lui-même ne transporte aucune information. L'opération nécessite d'importantes capacités de calcul, donc des composants plus coûteux pour les terminaux grand public. En revanche, les opérateurs ont recours au CDMA pour les liaisons par satellite de leur réseau fixe.
Il existe deux manières d'étaler le spectre :
- Séquence directe : chaque bit d'information est remplacé par une série de bits, que nous appellerons code; cette série est extraite d'une séquence pseudo-aléatoire. Imaginons un débit utile R de 10 kbit/s nécessitant une bande passante de 10 kHz. En remplaçant chaque bit par son code (disons 10 bits par code), on multiplie la bande passante nécessaire par 10, ce qui donne 100 kbit/s. Le fait de transmettre 10 fois plus vite élargit donc le spectre utilisé (100 kHz) dans un rapport 10. Concrètement, on augmente la largeur spectrale de la transmission, mais le débit d'information utile est inchangé après décodage.
- Évasion ou saut de fréquence : on utilise N fréquences pour une communication. Le choix des fréquences se fait selon un modèle prédéfini (afin de permettre au récepteur de récupérer la communication). On dit que le saut de fréquence est lent si l'on change de fréquence après l'envoi d'au moins un symbole, ou rapide si l'on change de fréquences durant l'envoi d'un symbole[réf. souhaitée].